# Gadus
Gadus is een geslacht van straalvinnige vissen uit de familie van de kabeljauwen (Gadidae) en de orde van de kabeljauwachtigen (Gadiformes). 

## Soorten
- Gadus chalcogrammus Pallas, 1814 (Alaskakoolvis)
- Gadus finnmarchicus (Koefoed, 1956)
- Gadus macrocephalus Tilesius, 1810 (Pacifische kabeljauw)
- Gadus morhua Linnaeus, 1758 (Kabeljauw)
- Gadus ogac Richardson, 1836 (Groenlandse kabeljauw)